# Девентер
Де́вентер (нидерл. Deventer МФА: [ˈdeːvəntər]о файле, нидерл. н.-сакс. Daeventer) или Демтер — город и община в Нидерландах, на реке Эйссел; бывший ганзейский город.

## История
Девентер по всей видимости был основан английским христианским миссионером Лебуином в 768 году. К XVI веку в городе процветала торговля благодаря тому, что по Эйсселу могли пройти крупные суда. Из-за обмеления реки и начавшейся серии войн город утратил своё торговое значение.
На начало XX века в городе проживало 27 тысяч жителей, он был известен своими ковровыми фабриками.

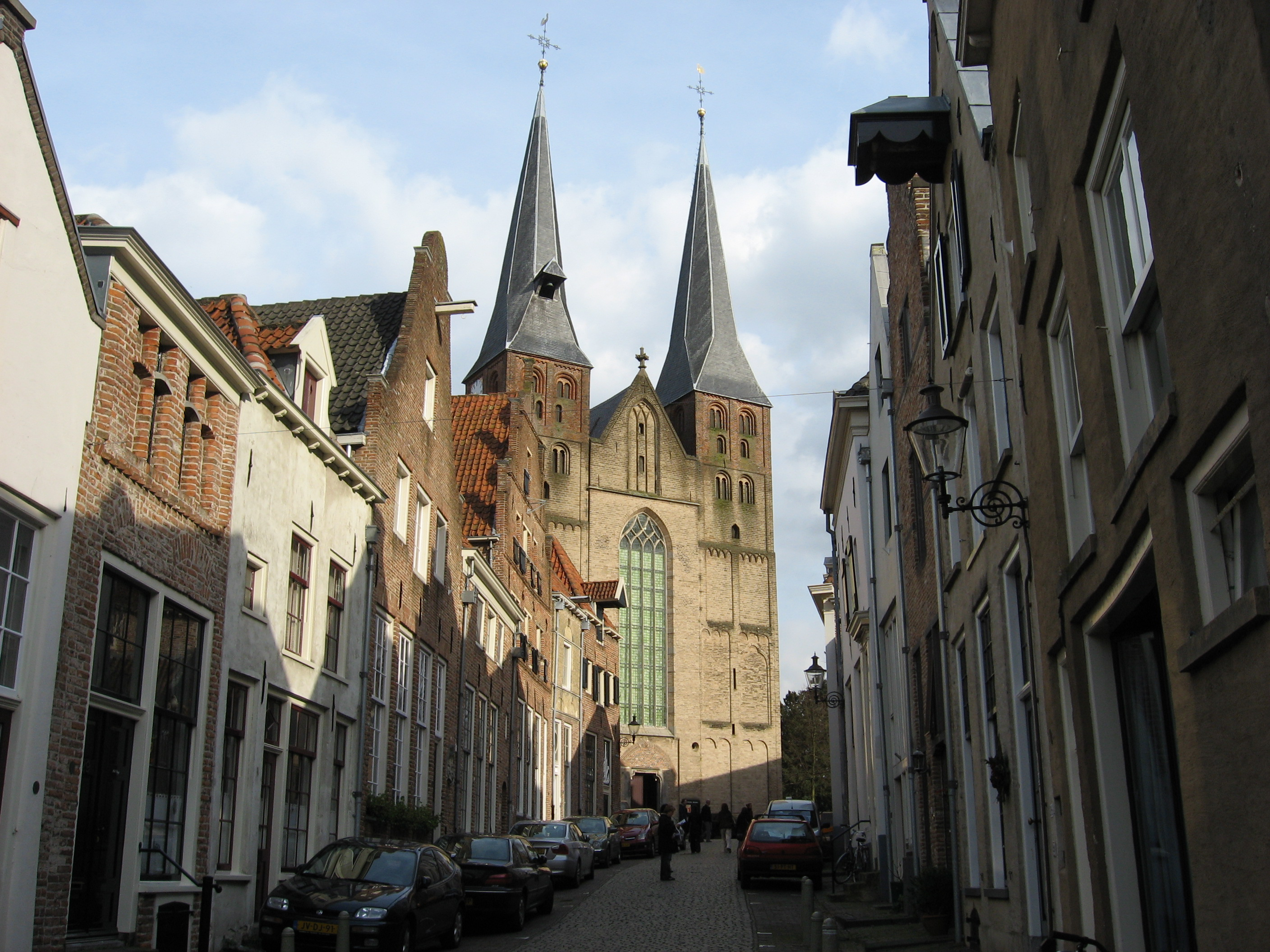
Башни собора Св. Николая были заложены в XIII веке

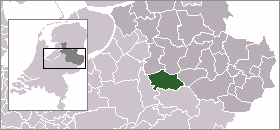
Расположение общины Девентер на карте Нидерландов

## Известные люди, связанные с городом
- Гальбертсма, Юстус
- Гроте, Герт (родился и учился в Девентере)
- Марвейк, Берт ван (родился в Девентере)
- Меегерен, Хан ван (родился в Девентере)
- Радбод Утрехтский (служил в Девентере)
- Свелинк, Ян Питерсзон (родился в Девентере)
- Терборх, Герард, художник (жил и скончался в Девентере)
- Хиллесум, Этти (училась в Девентере)
- Эразм Роттердамский (учился в Девентере)
- Ортуин Граций (учился в Девентере)
- Рейнкен, Иоганн Адам (родился в Девентере)

## В кино
Город Девентер выполнил роль города Арнема в историческом боевике Ричарда Аттенборо «Мост слишком далеко», посвящённом операции «Маркет-Гарден». В титрах фильма присутствует благодарность «Городу Девентеру и его жителям».